# Raión de Stoŭbtsy
Stoŭbtsy (en bielorruso: Стаўбцоўскі раён) es un raión o distrito de Bielorrusia, en la provincia (óblast) de Minsk. 
Comprende una superficie de 1 882 km².
El centro administrativo es la ciudad de Stoubtsy.

## Demografía
Según estimación 2010 contaba con una población total de 42 007 habitantes.

## Subdivisiones
Comprende la ciudad subdistrital de Stoubtsy y once consejos rurales:
- Vishniavets
- Dzeraunaya
- Zayámnaye
- Litvá
- Mikaláyeushchyna
- Navakólasava
- Novy Sverzhan
- Nalíbaki
- Rubiazhévichy
- Starý Sverzhan
- Shashkí